# 福田直代
福田 直代（ふくだ なおよ、1月17日生まれ）は、日本の統計学指南士・専門家タレント。東京都出身。

## 来歴・人物
高校2年のときに芸能活動に入り、モデル・CM・テレビ番組のキャスターなどを歴任。高校卒業時に風水に興味を持ち、その後、海外での風水修行も経験。独自の鑑定方法を確立した。「ココナラ」風水。アプリ「LINE占い」の鑑定士としても活動中。

## 出演

### テレビ
- スポーツサンデー（山梨放送）：キャスター（レギュラー）
- 群馬テレビカラオケ大賞（群馬テレビ）：司会レギュラー
- ガイド530（千葉テレビ）：キャスター（レギュラー）
- 辰巳琢郎のかしこいTV（TX）：キャスター（レギュラー）
- めざましショップ（TX）：キャスター（レギュラー）
- サンデースポーツ（千葉テレビ）：キャスター（レギュラー）
- 高校野球ダイジェスト（千葉テレビ 特番・キャスター）
- クイズ　笑って許して（NTV）：レギュラー（1985年10月15日から1986年9月17日）
- レール7（TX）：キャスター　レギュラー　（1985年4月から1991年3月）
- 列車でいい旅（TX）：キャスター（レギュラー）
- TEPCO電気予報（TBS）：キャスター（レギュラー）
- 時間だよアイドル登場（NTV）：レギュラー（1974年4月13日 - 1979年3月31日）
- TVジョッキー（NTV、1971年1月10日 - 1982年12月26日）：レギュラー
- おはようさわやかさん（TX）：レギュラー
- 冒険アイランド（TX）：レギュラー
- オレたちひょうきん族（CX）
- ちょっといいもの（TBS）
- 桂三枝の連続クイズ（TBS）：レギュラー
- テレポート6（TBS）：レギュラー
- お天気チャンネル（CX）
- 地球まるかじり：レギュラー
- クイズ日本昔がおもしろい（TBS）：準レギュラー
- おしゃべりトマト（テレビ神奈川）
- 土曜スペシャル（TX）
- SUPER WEEKEND LIVE 土曜深夜族（TBS）
- PRONT（TX）：レギュラー
- ザ・フィッシング（TX）
- リョービ ベストフィッシング（TX）：レギュラー
- 大ちゃんの釣りに行こう
- グッドショッピング（TX）：レギュラー
- 午後のショッピング（ANB）：レギュラー
- スーパーモーニング（ANB）：レギュラー
- もっと素敵に（TX）レギュラー
- 情報!もぎたてサラダ（TBS）：レギュラー
- 素敵なあなた（TBS）：レギュラー
- 情報レストラン（TX）：レギュラー
- わいわいティータイム（TBS）：レギュラー
- ジャスト（TBS）：レギュラー
- 大塚製薬生コマーシャル（TBS）：レギュラー
- 女釣り師　福田千穂が行く：釣りビジョン　特番
- 金曜日の魔法（CS）：ゲスト出演　～釣りをする女性の代表～
- 沖釣り紀行　釣りビジョン：レギュラー
- ショッピング年末特番（CS）
- QVC：ゲスト
- あしたのSHOW（東京MX、2018年6月）：アシスタント

### ラジオ
- ショウアップナイターフラッシュ：ニッポン放送　レギュラー
- ショウアップナイター：ニッポン放送
- 栃木で自然浴：ラジオ日本　レギュラー
- 福田千穂のブレス・オブ・フィールド（JFN）：レギュラー

## 資格
- 一級船舶免許
- 特許管理士
- 自動二輪中型免許
- 銃砲所持許可（現在は返納）

## 著書
- 『福ちゃんのあの船長のに会いたい』（マガジンマガジン、2008年11月）ISBN 978-4-89644-683-8
- 『夢かなう風水』（KKベストセラーズ、2018年4月）ISBN 978-4-584-13858-8